# Kugong Island
Kugong Island – niezamieszkana wyspa z archipelagu Wysp Belchera, w regionie Qikiqtaaluk, na terytorium Nunavut, w Kanadzie. Wraz z Flaherty Island, Innetalling Island i Tukarak Island jest jedną z większych wysp w archipelagu.

## Fauna
Na terenie wyspy występuje populacja zająca polarnego.